# Steffen Sontheimer
Steffen Christian Sontheimer (* 13. September 1990 in Gernsbach) ist ein professioneller deutscher Pokerspieler.
Sontheimer hat sich mit Poker bei Live-Turnieren mehr als 13,5 Millionen US-Dollar erspielt und zählt damit zu den erfolgreichsten deutschen Pokerspielern. Er gewann 2017 das Purple Jacket™ der Poker Masters am Las Vegas Strip sowie 2018 die Super High Roller Championship auf den Bahamas.

## Persönliches
Sontheimer übersprang in der Grundschule eine Klasse und besuchte anschließend das Albert-Schweitzer-Gymnasium in Gernsbach. In Gernsbacher Vereinsmannschaften spielte er Tischtennis und Fußball. Während des Zivildienstes machte ihn ein Vereinskamerad auf Poker-Websites aufmerksam. Sontheimer studierte Wirtschaftsingenieurwesen am Karlsruher Institut für Technologie. Seine Bachelor-Arbeit schrieb er zum Thema Verhaltensökonomie im Poker – Eine Untersuchung von Investitionsentscheidungen in No Limit Texas Hold’em. Danach lebte er eine Zeit mit den Pokerspielern Benjamin Rolle und Rainer Kempe in Brighton und zog Anfang 2017 nach Wien. Im Juli 2018 gründete er zusammen mit einigen anderen Pokerspielern wie Fedor Holz und Stefan Schillhabel ein E-Sport-Team namens No Limit Gaming.

## Pokerkarriere

### Werdegang

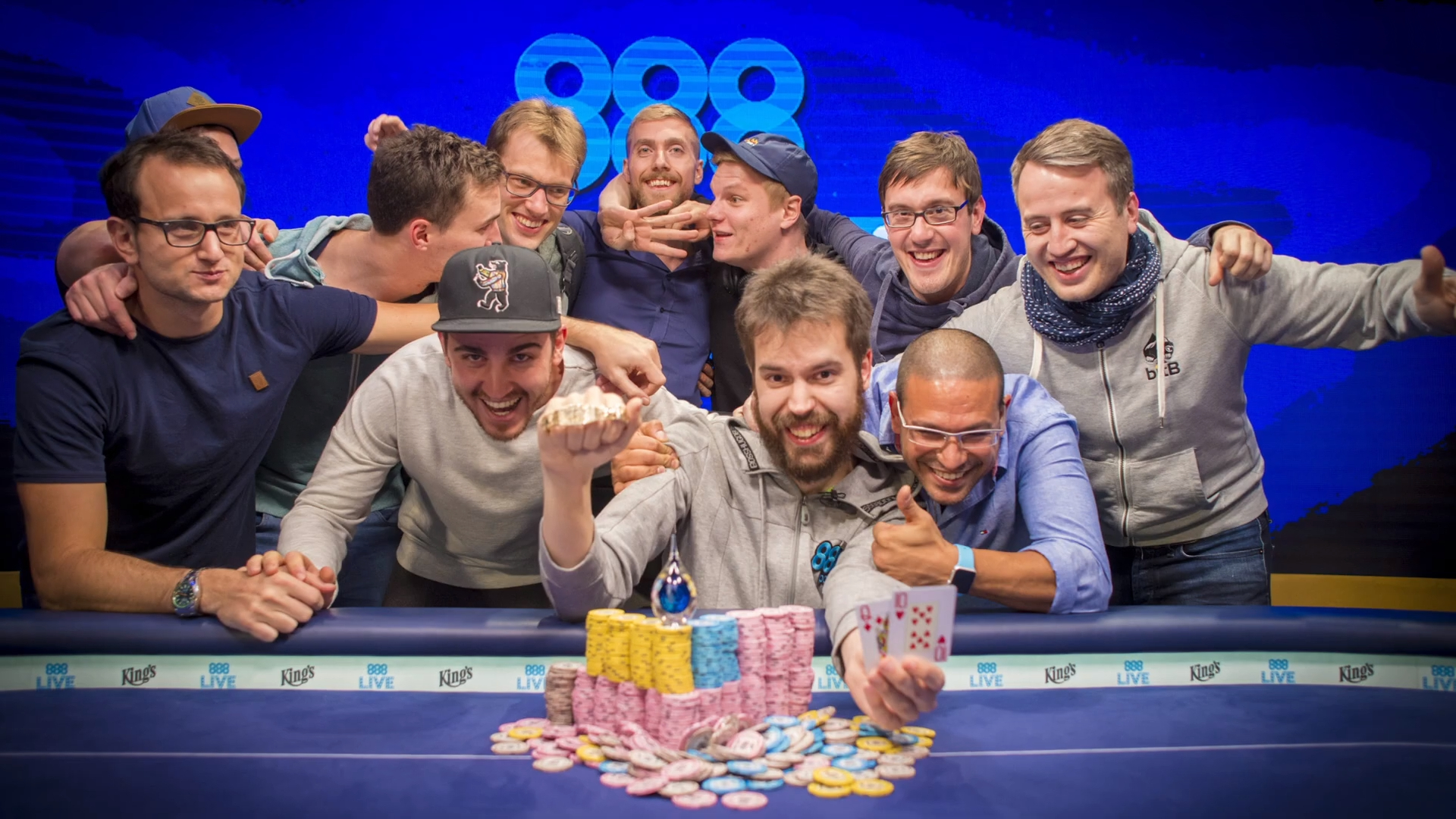
Sontheimer (Dritter von links) inmitten deutscher Spieler bei der WSOP Europe 2017 in Rozvadov

Sontheimer trägt den Spitznamen „Goose“ (deutsch: Gans) und spielt online unter den Nicknames Go0se.core! (PokerStars), Partygo0se (partypoker) und NaturalGo0se (Natural8).
Seine erste Geldplatzierung bei einem Live-Turnier erzielte Sontheimer im Juni 2015 bei der World Series of Poker (WSOP) im Rio All-Suite Hotel and Casino am Las Vegas Strip. Dort kam er bei einem Turnier der Variante No Limit Hold’em ins Geld. Mitte April 2016 belegte der Deutsche beim High-Roller-Event des Seminole Hard Rock Poker Showdown in Hollywood, Florida, den achten Platz für 70.500 US-Dollar Preisgeld. Im Juni 2016 landete er beim Aria High Roller im Aria Resort & Casino am Las Vegas Strip hinter Joe McKeehen und Fedor Holz auf dem dritten Platz für sein bis dahin höchstes Preisgeld von mehr als 130.000 US-Dollar. Ende April 2017 belegte Sontheimer beim Super High Roller der PokerStars Championship in Monte-Carlo den sechsten Platz und erhielt rund 380.000 Euro. Ende Mai 2017 wurde er beim Aria Super High Roller hinter Christian Christner Zweiter und sicherte sich ein Preisgeld von mehr als 1,2 Millionen US-Dollar. Beim Main Event der Triton Poker Series im montenegrinischen Budva belegte der Deutsche im Juli 2017 den sechsten Platz für über 300.000 US-Dollar. Ende Juli 2017 gewann er das Super-High-Roller-Event der Poker-Europameisterschaft in Velden am Wörther See mit 430.000 Euro Siegprämie. Mitte September 2017 war Sontheimer für die erste Austragung der Poker Masters am Las Vegas Strip. Dort kam er bei vier der fünf Turniere mit Buy-ins von mindestens 50.000 US-Dollar in die Geldränge und gewann das zweite und fünfte Event. Mit Preisgeldern von über 2,7 Millionen US-Dollar sammelte er bei der Turnierserie so viel Geld wie kein anderer Spieler und erhielt für diese Leistung das Poker Masters Purple Jacket™, ein violettes Sakko. Anfang November 2017 belegte der Deutsche beim 111.111 Euro teuren High Roller for One Drop der World Series of Poker Europe im King’s Resort in Rozvadov den fünften Platz für mehr als 800.000 Euro Preisgeld. Ende April 2018 belegte er bei einem eintägigen €50k High Roller der European Poker Tour in Monte-Carlo den dritten Platz für rund 300.000 Euro. Zwei Wochen später wurde er beim Main Event der Triton Series in Budva Fünfter für umgerechnet knapp 500.000 US-Dollar. Mitte November 2018 gewann Sontheimer die Super High Roller Championship der partypoker Caribbean Poker Party in Nassau auf den Bahamas und sicherte sich sein bisher höchstes Preisgeld von mehr als 3,5 Millionen US-Dollar. Im Januar 2019 erreichte er drei Finaltische beim PokerStars Caribbean Adventure, die ihm Preisgelder von über 600.000 US-Dollar zusicherten. Seitdem blieben größere Turniererfolge aus.

### Preisgeldübersicht
| Jahr   | Preisgeld (in $) | Turniersiege |
| ------ | ---------------- | ------------ |
| 2015   | 10.743           | 0            |
| 2016   | 485.856          | 0            |
| 2017   | 7.052.324        | 4            |
| 2018   | 5.033.545        | 1            |
| 2019   | 1.145.426        | 0            |
| 2020   | 0                | 0            |
| 2021   | 2.713            | 0            |
| 2022   | 0                | 0            |
| 2023   | 8.787            | 0            |
| 2024   | 0                | 0            |
| gesamt | 13.739.394       | 5            |